# Short Cockle
El Short S.1 Cockle fue un hidrocanoa monoplano deportivo monoplaza, con un novedoso casco monocasco de duraluminio. Tenía poca potencia y por eso le costaba dejar el agua, pero demostró que se podían construir cascos de metal estancos al agua y resistentes a la corrosión.

## Desarrollo

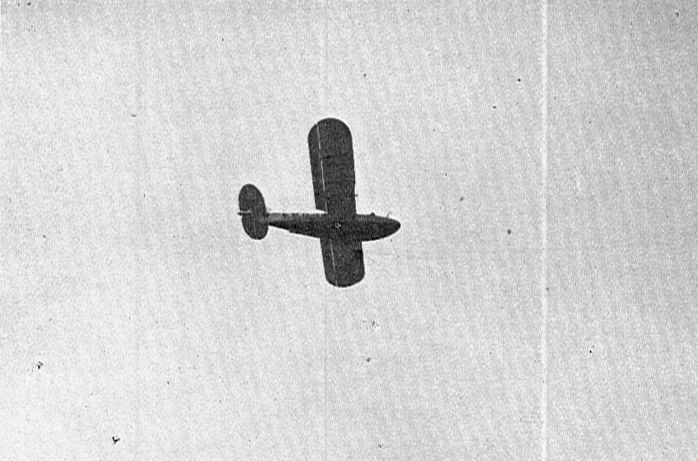
Cockle en sobrevuelo.

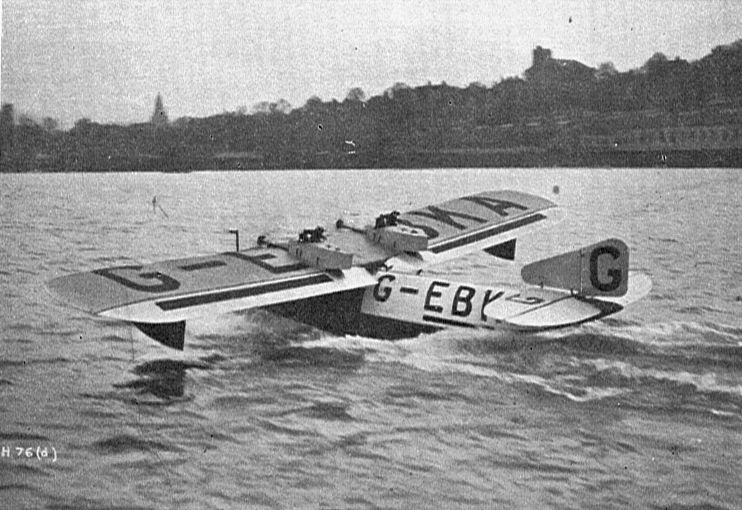
Cockle en 1924, con el empenaje original.

Aproximadamente desde 1921, Oswald Short había estado pensando en la construcción de flotadores y cascos de hidroaviones fabricados en metal, específicamente de duraluminio, en lugar de la tradicional madera. Esta última siempre sufría de retención de agua y no duraba mucho en los trópicos. Formó un equipo, incluido C.P.T. Liscomb, que tenía amplia experiencia con esa aleación, para investigar las características hidrodinámicas y de corrosión de dichos cascos, y en 1924 buscaba una oportunidad para aplicar sus resultados. Llegó con un pedido australiano de un avión adecuado para viajes de pesca alrededor de Botany Bay, que Short propuso que debería ser un pequeño hidrocanoa. Fue nombrado Stellite y fue el primer avión en tener un número de índice de diseño de Short, el S.1. Cuando fue construido y matriculado como G-EBKA, el Ministerio del Aire se opuso al nombre con el argumento razonable de que el Short Stellite bien podría confundirse con el Short Satellite, construido casi al mismo tiempo; por lo tanto, pasó a llamarse Short S.1 Cockle. Fue el hidrocanoa más pequeño jamás construido hasta ese momento. Una fuente contemporánea afirmó que era "el primer hidroavión ligero construido [en el Reino Unido] y posiblemente en el mundo" y el primer hidroavión británico totalmente metálico.
El Cockle era un avión totalmente metálico, salvo las superficies de vuelo, recubiertas de tela. El casco era una estructura monocasco de duraluminio con un fondo de planeo cóncavo en forma de V, que incorporaba dos redientes, el principal cerca del centro de gravedad. Estos redientes eran externos al monocasco, para evitar daños en los mismos que provocaran fugas de agua en el casco. La parte superior del casco era redondeada, con una cabina abierta de un solo asiento cerca del morro. Las alas tenían largueros de acero y estaban montadas en la parte superior del fuselaje, con pares de soportes de arriostramiento hasta los lomos. Las alas llevaban alerones de envergadura completa que podían bajarse juntos, como flaps, para aterrizar. Existían flotadores estabilizadores cerca de las puntas de las alas, con carenados tipo pantalón. Los dos motores estaban montados en la parte superior del ala, aproximadamente a mitad de la cuerda, y las hélices bipala eran propulsadas a través de largos ejes de extensión hasta el borde de ataque. Originalmente, el Cockle tenía un empenaje y timón triangulares de poca altura, pero luego se extendió hacia arriba hasta alcanzar un perfil curvo y ligeramente puntiagudo, que duplicaba con creces el área, para afrontar mejor el vuelo con un solo motor. Un tubo recorría transversalmente el casco, justo por encima del rediente principal, en el que se podía insertar el eje de un par de ruedas de asistencia en tierra.
Disuadido de usar motores bóxer bicilíndricos Bristol Cherub de 24 kW (32 hp) debido a problemas de vibración, el Cockle comenzó con un par de Blackburne Tomtit bicilíndricos en V. Sin caja reductora y limitados tan solo a las 2400 rpm máximas de las hélices, los Tomtit sólo podían producir 12 kW (16 hp). No es de extrañar que, durante el primer vuelo, el Cockle tuviera poca potencia. Antes de que se completara el avión, el casco desnudo (siempre la principal preocupación de Short) permaneció flotando durante un día en abril de 1924, y se encontró que era satisfactoriamente estanco. Los intentos de sacarlo del agua comenzaron en septiembre, pero no tuvieron éxito hasta el 7 de noviembre de 1924, con su ala con un mayor ángulo de incidencia y su piloto vestido ligeramente. Se ha sugerido que voló sólo porque la presión atmosférica era excepcionalmente alta ese día.
Dado el pobre desempeño, no sorprende que el cliente australiano rechazara la entrega. En enero de 1925 se realizaron las modificaciones de empenaje y timón, y en marzo se realizaron intentos infructuosos de obtener la certificación. En julio fue prestado al Ministerio del Aire en Felixstowe, con la matrícula N193. No fue fácil de despegar, pero John Parker, el piloto de pruebas de Short, realizó una demostración en septiembre. A pesar de las limitaciones en rendimiento, el avión impresionó por su resistencia a la corrosión. En agosto de 1926, el Cockle fue devuelto a Short Brothers y remotorizado con un par de Cherub con caja reductora. Voló varias veces en junio y julio antes de ser comprado por el Ministerio del Aire y regresar a Felixstowe. Voló al menos una vez más, nuevamente con Parker como piloto, y luego se utilizó para realizar pruebas de corrosión.
Aunque no fue un volador exitoso, el Cockle le dio a Short Brothers una valiosa experiencia en la construcción de cascos metálicos para hidroaviones. Su primer casco grande, el Short S.2, sustituto metálico del casco de madera de un Felixstowe F.5, se inició al mismo tiempo que el Cockle, pero el casco más pequeño progresó más rápido y las soluciones a los problemas encontrados se transfirieron al S.2. Las experiencias del S.2 llevaron a los exitosos Singapore y Calcutta de 1926 y 1928.

## Especificaciones (motor Cherub)
Referencia datos: Barnes

### Características generales
- Tripulación: Uno (piloto)
- Longitud: 7,5 m (24,7 ft)
- Envergadura: 11 m (36 ft)
- Superficie alar: 20 m² (215,3 ft²)
- Peso vacío: 399 kg (879,4 lb)
- Peso cargado: 547 kg (1205,6 lb)
- Planta motriz: 1× motor bóxer de dos cilindros refrigerado por aire Bristol Cherub.
  - Potencia: 24 kW (33 HP; 33 CV)
- Hélices: Bipala de paso fijo

### Rendimiento
- Velocidad máxima operativa (Vno): 117 km/h (73 MPH; 63 kt)

## Aeronaves relacionadas

### Desarrollos relacionados
- Short Mussel

### Secuencias de designación
- Secuencia S._ (interna de Short, posterior a 1921): S.1 - S.2 - S.3 - S.4 →